# Francesco Marchisano
Francesco Marchisano (ur. 25 czerwca 1929 w Racconigi, archidiecezja Turyn, zm. 27 lipca 2014 w Rzymie) – włoski duchowny katolicki, wysoki urzędnik Kurii Rzymskiej, kardynał.

## Życiorys
Kształcił się w seminarium w Turynie, następnie w rzymskim Papieskim Seminarium Lombardzkim. Licencjat z Pisma Świętego obronił w 1954 w Papieskim Instytucie Biblijnym; na Papieskim Uniwersytecie Gregoriańskim w Rzymie obronił trzy lata później doktorat z teologii. Był już wówczas księdzem – święcenia przyjął jeszcze w Turynie 29 czerwca 1952 z rąk kardynała Maurilio Fossatiego, arcybiskupa Turynu.
Pierwotnie po ukończeniu studiów uzupełniających w Rzymie miał zostać profesorem seminarium w Rivoli, został jednak zaproszony przez kardynała Giuseppe Pizzardo do pracy w Kongregacji ds. Seminariów i Uniwersytetów Katolickich. Pracował w sekcji zajmującej się seminariami – początkowo europejskimi, potem latynoamerykańskimi, ponownie europejskimi (w tym z państw socjalistycznych). W maju 1968 został szefem Urzędu ds. Seminariów, a od czerwca 1969 do października 1988 pełnił funkcję podsekretarza w Kongregacji ds. Seminariów i Uniwersytetów Katolickich. W ramach tego stanowiska nadzorował nauczanie katolickie na świecie, odbywając liczne podróże. Niezależnie od pracy w Kurii uczył religii dzieci niepełnosprawne w Rzymie. Kolejni papieże nadali mu tytuły – Jan XXIII nadzwyczajnego tajnego szambelana (1961), Paweł VI prałata honorowego (1971).
6 października 1988 Jan Paweł II mianował prałata Marchisano biskupem tytularnym Populonia oraz sekretarzem Papieskiej Komisji Opieki nad Dziedzictwem Artystycznym i Kulturalnym Kościoła, a 6 stycznia 1989 udzielił mu sakry biskupiej. Dodatkowo Marchisano stanął na czele Fundacji Jana XXIII. Od września 1991 był prezydentem Papieskiej Komisji ds. Świętej Archeologii, a od maja 1993 zmodernizowanej Papieskiej Komisji Dziedzictwa Kulturalnego Kościoła. W lipcu 1994 został wyniesiony do godności arcybiskupa tytularnego.
Od marca 1995 kierował Komisją Artystyczno-Kulturalną Wielkiego Jubileuszu Roku 2000. 24 kwietnia 2002 został przewodniczącym Fabryki Świętego Piotra i archiprezbiterem bazyliki watykańskiej; pół roku później zrezygnował z dalszego kierowania Komisją Dziedzictwa Kulturalnego Kościoła, ale nadal zajmował się zbliżoną problematyką jako szef Stałej Komisji ds. Opieki nad Historycznymi i Artystycznymi Pomnikami Stolicy Świętej.
21 października 2003 otrzymał godność kardynalską, z tytułem diakona Santa Lucia del Gonfalone. Funkcję prezydenta Komisji ds. Świętej Archeologii pełnił do sierpnia 2004, a archiprezbitera bazyliki watykańskiej do października 2006, kiedy przeszedł na emeryturę. Od lutego 2005 był przewodniczącym Biura Pracy Stolicy Apostolskiej. Kilkakrotnie brał udział w obradach sesji Światowego Synodu Biskupów w Watykanie (m.in. w X sesji zwykłej jesienią 2001).
Brał udział w konklawe 2005, które wybrało papieża Benedykta XVI. 12 czerwca 2014 został promowany na kardynała prezbitera, zachował diakonię Santa Lucia del Gonfalone w charakterze tytułu prezbiterskiego na zasadzie pro hac vice.